# Hipomedont d'Eges
Hipomedont (en grec antic: Ἱππομέδων, llatí: Hippomedon) fou un filòsof pitagòric grec, nadiu d'Eges de Macedònia o bé d'Argos. Va pertànyer a l'escola dels acusmàtics (grec antic: ἀκουσματικοί, akousmatikoí 'els que ensenyen'), fundada per Hipas, segons que diu Iàmblic.